# 이미자-장사익 특집 콘서트
《공사창립 특집 콘서트 이미자-장사익》은 2015년 3월 2일 KBS 1TV에서 방송하였던 특별기획 음악 프로그램이다. 이미자, 장사익의 합동 콘서트로, 지상파 3사 월화드라마를 제치고 시청률 동시간대 1위를 차지하는 기염을 토했다. 결국, 뜨거운 무대를 다시 보고 싶다는 시청자들의 요청이 쇄도하면서, 특별 앙코르 방송이 14일 토요일 오후 3시 50분 KBS 1TV에서 재방송되었다.

## 출연자
- 가수 이미자
- 가수 장사익

## 시청률
| 방송일  | AGB 시청률     | AGB 시청률   |
| 방송일  | 대한민국(전국) | 서울(수도권) |
| ------- | -------------- | ------------ |
| 3월 2일 | 20.1%          | 18.8%        |

## 같이 보기
- 가요무대